# Palpimanus processiger
Palpimanus processiger là một loài nhện trong họ Palpimanidae. Loài này được phát hiện ở Congo.